# Kapula
Kapula ist der Name einer südafrikanischen Kerzenfabrik und gleichzeitig der Markenname der dort in kunstvoller Verzierung hergestellten Kerzen.
Kapula Candles werden seit 1994 traditionell in Bredasdorp, Südafrika, gefertigt und in die ganze Welt exportiert. Die Mitarbeiter fabrizieren überdies Keramikgegenstände, Textilien und Accessoires. Zu den Abnehmern der Kerzen gehört auch UNICEF. In Deutschland kann man solche Kunstobjekte beispielsweise auf Weihnachtsmärkten finden.
Gegründet wurde das Unternehmen durch Ilse Appelgryn, die von ihrer Mutter die Kerzenherstellung gelernt hatte. Sie stellte zunächst vier weitere Frauen ein und nannte die Firma Kapula Candles. Zum Verkauf wurde 1999 die Kapula Gallery eröffnet.  Das Unternehmen wuchs in relativ kurzer Zeit, bis es 200 Mitarbeiter beschäftigte. 2000 erhielt die Gründerin für das Unternehmen die Auszeichnung Western Cape Entrepreneur of the Year durch das Black Management Forum.